# هكذا يجب أن تكون الحياة بالفعل! (فلم هندي)
هكذا يجب أن تكون الحياة بالفعل! (بالإنجليزية: Vaah! Life Ho Toh Aisi!) هو فيلم بوليودي صدر في 2005 من تأليف وإخراج ماهيش مانجريكار والتي تنتجها سانغيثا اهير، بطولة شاهيد كابور و أمريتا راو في الأدوار الرئيسية. صدر في السينما في 23 ديسمبر 2005.

## وصلات خارجية
- مقالات تستعمل روابط فنية بلا صلة مع ويكي بيانات